# Pasternak (roślina)
Pasternak (Pastinaca L.) – rodzaj roślin należący do rodziny selerowatych (Apiaceae Lindl.). Obejmuje 14–15 gatunków (w ujęciu wyodrębniającym 10 gatunków w rodzaj malabaila Malabaila). Występują one w strefie klimatu umiarkowanego w Europie (4 gatunki) i w Azji. W Polsce rośnie pasternak zwyczajny P. sativa L. s.str. i podawany jest w randze gatunku pasternak ćmy P. opaca Bernh., alternatywnie ujmowany jako podgatunek Pastinaca sativa subsp. urens (Req. ex Godr.) Čelak. Rośliny z tego rodzaju rosną zawleczone także na obu kontynentach amerykańskich, w Australii i Nowej Zelandii.
Rośliną użytkową i uprawianą jako warzywo jest pasternak zwyczajny P. sativa w podgatunku subsp. sativus. Roślina ta jest podobna do typu dzikiego, ale rozwija spichrzowy korzeń pod koniec pierwszego roku życia. Korzeń jest wartościowym źródłem witaminy C i E, a najlepszy smak ma mieć po upieczeniu. Przypisywane są mu także właściwości zdrowotne w przypadku artretyzmu.

## Morfologia

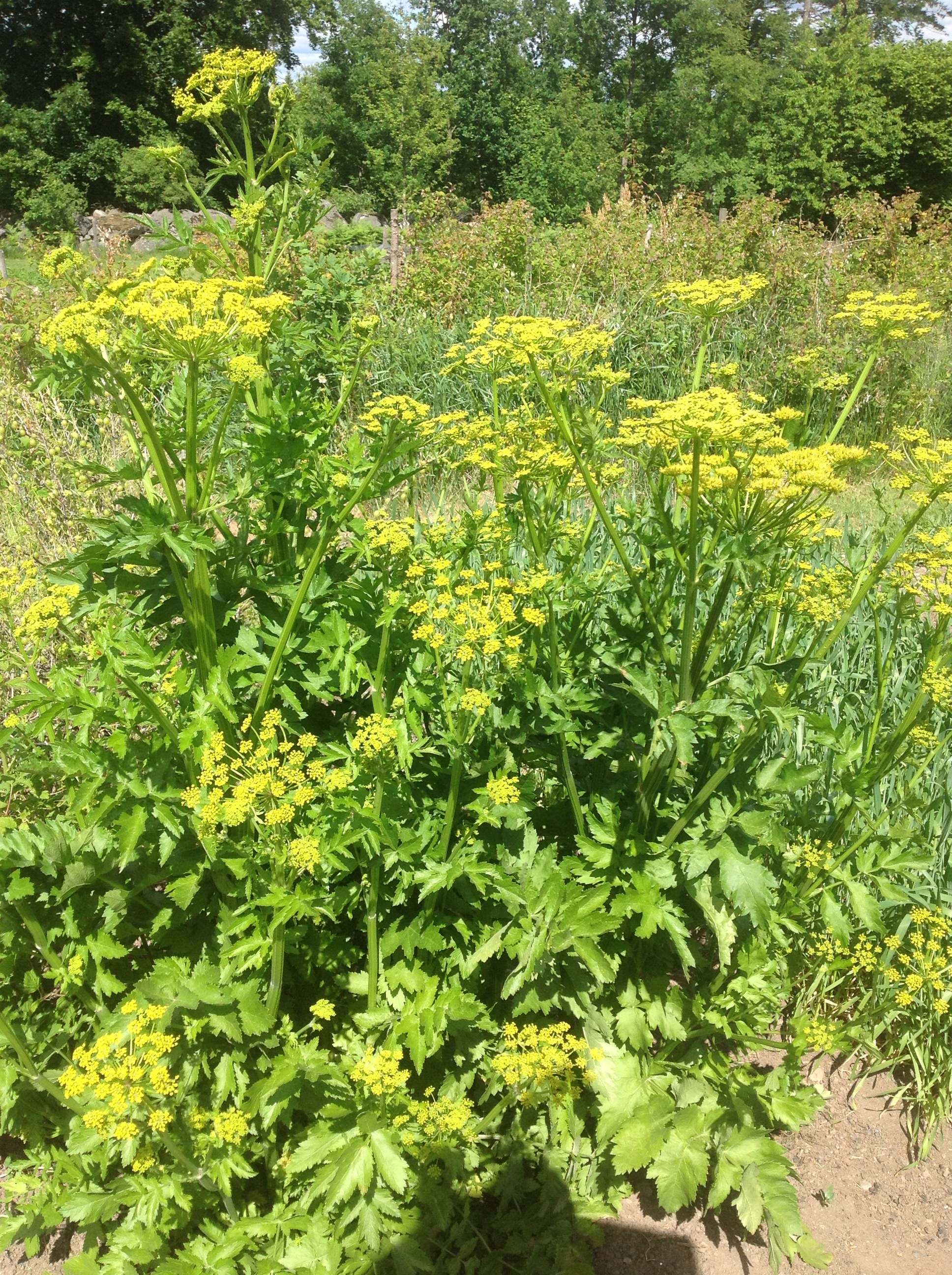
Pasternak zwyczajny

PokrójRośliny zielne (dwuletnie i byliny) osiągające do 2 m wysokości.
LiścieZwykle pojedynczo pierzasto podzielone, czasem niepodzielone. Często owłosione.
KwiatyZebrane w baldachy złożone. Pokryw i pokrywek zwykle brak. Kielich ze słabo widocznymi ząbkami działek lub brak ich zupełnie. Płatki korony w liczbie 5, żółtawe lub pomarańczowe, jajowato zaokrąglone, o zagiętych końcach. Pręciki w liczbie 5. Zalążnia dolna, dwukomorowa, w każdej z komór z pojedynczym zalążkiem. Słupki dwa.
OwoceRozłupnia rozpadająca się na dwie rozłupki, eliptyczne, spłaszczone soczewkowato, z oskrzydlonymi żebrami.

## Systematyka
Pozycja systematyczna
W obrębie rodziny selerowatych (baldaszkowatych) Apiaceae rodzaj klasyfikowany jest do podrodziny Apioideae, plemienia Tordylieae i podplemienia Tordyliinae. 
Rodzaj jest problematyczny taksonomicznie ze względu na skomplikowane relacje filogenetyczne w obrębie plemienia Tordylieae. W tradycyjnym ujęciu wyróżnianych tu rodzajów gatunki do nich klasyfikowane są wymieszane na drzewie filogenetycznym i w efekcie od końca XX wieku postulowane jest szerokie ujęcie rodzaju Pastinaca obejmujące takie rodzaje jak: Leiotulus, Malabaila, Trigonosciadium. 
Wykaz gatunków
- Pastinaca argyrophylla Delip.
- Pastinaca armena Fisch. & C.A.Mey.
- Pastinaca aurantiaca (Albov) Kolak.
- Pastinaca clausii (Ledeb.) Calest.
- Pastinaca erzincanensis Menemen & Kandemir
- Pastinaca gelendostensis (Yıld. & B.Selvi) Hand
- Pastinaca glandulosa Boiss. & Hausskn.
- Pastinaca hirsuta Pančić
- Pastinaca kochii Duby
- Pastinaca lucida L.
- Pastinaca pimpinellifolia M.Bieb.
- Pastinaca sativa L. – pasternak zwyczajny
- Pastinaca trysia Stapf & Wettst.
- Pastinaca yildizii Dirmenci
- Pastinaca zozimoides Fenzl